# Lista över fornlämningar i Söderköpings kommun (Börrum)
Lista över fornlämningar i Söderköpings kommun (Börrum) är en förteckning av ett urval av de fornlämningar som finns i Börrum i Söderköpings kommun.
| Namn        | Lämningstyp  | Tillkomsttid | Historisk indelning  | Plats | Läge                 | ID-nr          | Bild                                 |
| ----------- | ------------ | ------------ | -------------------- | ----- | -------------------- | -------------- | ------------------------------------ |
| Börrum 5:1  | Gravfält     |              | Börrum, Östergötland |       | 58.345566, 16.607885 | 10041100050001 | Ladda upp en bild av detta fornminne |
| Börrum 6:1  | Stensättning |              | Börrum, Östergötland |       | 58.346424, 16.609549 | 10041100060001 | Ladda upp en bild av detta fornminne |
| Börrum 7:1  | Stensättning |              | Börrum, Östergötland |       | 58.340960, 16.607772 | 10041100070001 | Ladda upp en bild av detta fornminne |
| Börrum 8:1  | Röse         |              | Börrum, Östergötland |       | 58.341184, 16.608178 | 10041100080001 | Ladda upp en bild av detta fornminne |
| Börrum 8:2  | Stensättning |              | Börrum, Östergötland |       | 58.341132, 16.608316 | 10041100080002 | Ladda upp en bild av detta fornminne |
| Börrum 8:3  | Stensättning |              | Börrum, Östergötland |       | 58.341052, 16.608272 | 10041100080003 | Ladda upp en bild av detta fornminne |
| Börrum 9:1  | Röse         |              | Börrum, Östergötland |       | 58.340066, 16.611812 | 10041100090001 | Ladda upp en bild av detta fornminne |
| Börrum 9:2  | Stensättning |              | Börrum, Östergötland |       | 58.340108, 16.612075 | 10041100090002 | Ladda upp en bild av detta fornminne |
| Börrum 9:3  | Stensättning |              | Börrum, Östergötland |       | 58.340125, 16.611620 | 10041100090003 | Ladda upp en bild av detta fornminne |
| Börrum 10:1 | Stensättning |              | Börrum, Östergötland |       | 58.338774, 16.610914 | 10041100100001 | Ladda upp en bild av detta fornminne |
| Börrum 12:1 | Stensättning |              | Börrum, Östergötland |       | 58.345073, 16.622956 | 10041100120001 | Ladda upp en bild av detta fornminne |
| Börrum 13:1 | Röse         |              | Börrum, Östergötland |       | 58.342783, 16.621218 | 10041100130001 | Ladda upp en bild av detta fornminne |
| Börrum 13:2 | Röse         |              | Börrum, Östergötland |       | 58.342660, 16.621896 | 10041100130002 | Ladda upp en bild av detta fornminne |
| Börrum 13:3 | Stensättning |              | Börrum, Östergötland |       | 58.342560, 16.622062 | 10041100130003 | Ladda upp en bild av detta fornminne |
| Börrum 13:5 | Stensättning |              | Börrum, Östergötland |       | 58.342281, 16.622493 | 10041100130005 | Ladda upp en bild av detta fornminne |
| Börrum 13:6 | Stensättning |              | Börrum, Östergötland |       | 58.343095, 16.621056 | 10041100130006 | Ladda upp en bild av detta fornminne |
| Börrum 14:1 | Röse         |              | Börrum, Östergötland |       | 58.341227, 16.618695 | 10041100140001 | Ladda upp en bild av detta fornminne |
| Börrum 14:2 | Stensättning |              | Börrum, Östergötland |       | 58.341470, 16.618688 | 10041100140002 | Ladda upp en bild av detta fornminne |
| Börrum 15:1 | Gravfält     |              | Börrum, Östergötland |       | 58.341168, 16.617491 | 10041100150001 | Ladda upp en bild av detta fornminne |
| Börrum 16:1 | Röse         |              | Börrum, Östergötland |       | 58.342799, 16.628297 | 10041100160001 | Ladda upp en bild av detta fornminne |
| Börrum 18:1 | Stensättning |              | Börrum, Östergötland |       | 58.336338, 16.616236 | 10041100180001 | Ladda upp en bild av detta fornminne |
| Börrum 18:3 | Stensättning |              | Börrum, Östergötland |       | 58.336485, 16.616477 | 10041100180003 | Ladda upp en bild av detta fornminne |
| Börrum 18:4 | Stensättning |              | Börrum, Östergötland |       | 58.336568, 16.616416 | 10041100180004 | Ladda upp en bild av detta fornminne |
| Börrum 19:1 | Gravfält     |              | Börrum, Östergötland |       | 58.336898, 16.614585 | 10041100190001 | Ladda upp en bild av detta fornminne |
| Börrum 20:1 | Röse         |              | Börrum, Östergötland |       | 58.345231, 16.615801 | 10041100200001 | Ladda upp en bild av detta fornminne |
| Börrum 20:2 | Stensättning |              | Börrum, Östergötland |       | 58.345002, 16.615796 | 10041100200002 | Ladda upp en bild av detta fornminne |
| Börrum 20:3 | Stensättning |              | Börrum, Östergötland |       | 58.344628, 16.615378 | 10041100200003 | Ladda upp en bild av detta fornminne |
| Börrum 20:4 | Stensättning |              | Börrum, Östergötland |       | 58.344869, 16.615235 | 10041100200004 | Ladda upp en bild av detta fornminne |
| Börrum 22:1 | Stensättning |              | Börrum, Östergötland |       | 58.336734, 16.624003 | 10041100220001 | Ladda upp en bild av detta fornminne |
| Börrum 23:2 | Hällristning |              | Börrum, Östergötland |       | 58.336559, 16.622054 | 10041100230002 | Ladda upp en bild av detta fornminne |
| Börrum 24:1 | Röse         |              | Börrum, Östergötland |       | 58.361224, 16.572118 | 10041100240001 | Ladda upp en bild av detta fornminne |
| Börrum 24:2 | Stensättning |              | Börrum, Östergötland |       | 58.361179, 16.572780 | 10041100240002 | Ladda upp en bild av detta fornminne |
| Börrum 25:1 | Röse         |              | Börrum, Östergötland |       | 58.356993, 16.573457 | 10041100250001 | Ladda upp en bild av detta fornminne |
| Börrum 26:1 | Stensättning |              | Börrum, Östergötland |       | 58.357161, 16.568835 | 10041100260001 | Ladda upp en bild av detta fornminne |
| Börrum 26:2 | Stensättning |              | Börrum, Östergötland |       | 58.357066, 16.568783 | 10041100260002 | Ladda upp en bild av detta fornminne |
| Börrum 26:3 | Stensättning |              | Börrum, Östergötland |       | 58.357071, 16.568609 | 10041100260003 | Ladda upp en bild av detta fornminne |
| Börrum 29:1 | Stensättning |              | Börrum, Östergötland |       | 58.354897, 16.582109 | 10041100290001 | Ladda upp en bild av detta fornminne |
| Börrum 30:1 | Stensättning |              | Börrum, Östergötland |       | 58.355428, 16.582978 | 10041100300001 | Ladda upp en bild av detta fornminne |
| Börrum 35:1 | Stensättning |              | Börrum, Östergötland |       | 58.354150, 16.574859 | 10041100350001 | Ladda upp en bild av detta fornminne |
| Börrum 42:1 | Stensättning |              | Börrum, Östergötland |       | 58.340577, 16.608323 | 10041100420001 | Ladda upp en bild av detta fornminne |
| Börrum 48:1 | Stensättning |              | Börrum, Östergötland |       | 58.314664, 16.634037 | 10041100480001 | Ladda upp en bild av detta fornminne |
| Börrum 48:2 | Stensättning |              | Börrum, Östergötland |       | 58.314713, 16.633640 | 10041100480002 | Ladda upp en bild av detta fornminne |
| Börrum 48:3 | Stensättning |              | Börrum, Östergötland |       | 58.314790, 16.633753 | 10041100480003 | Ladda upp en bild av detta fornminne |
| Börrum 48:4 | Stensättning |              | Börrum, Östergötland |       | 58.314844, 16.633668 | 10041100480004 | Ladda upp en bild av detta fornminne |
| Börrum 52:1 | Stensättning |              | Börrum, Östergötland |       | 58.319586, 16.657518 | 10041100520001 | Ladda upp en bild av detta fornminne |
| Börrum 56:1 | Stensättning |              | Börrum, Östergötland |       | 58.323600, 16.649915 | 10041100560001 | Ladda upp en bild av detta fornminne |
| Börrum 56:2 | Stensättning |              | Börrum, Östergötland |       | 58.323499, 16.649870 | 10041100560002 | Ladda upp en bild av detta fornminne |
| Börrum 56:3 | Stensättning |              | Börrum, Östergötland |       | 58.323219, 16.649988 | 10041100560003 | Ladda upp en bild av detta fornminne |
| Börrum 59:1 | Stensättning |              | Börrum, Östergötland |       | 58.356710, 16.572350 | 10041100590001 | Ladda upp en bild av detta fornminne |
| Börrum 59:2 | Stensättning |              | Börrum, Östergötland |       | 58.356691, 16.572176 | 10041100590002 | Ladda upp en bild av detta fornminne |
| Börrum 63:1 | Hällristning |              | Börrum, Östergötland |       | 58.293079, 16.668594 | 10041100630001 | Ladda upp en bild av detta fornminne |
| Börrum 63:3 | Stensättning |              | Börrum, Östergötland |       | 58.292533, 16.667613 | 10041100630003 | Ladda upp en bild av detta fornminne |
| Börrum 64:1 | Stensättning |              | Börrum, Östergötland |       | 58.292266, 16.664955 | 10041100640001 | Ladda upp en bild av detta fornminne |
| Börrum 65:1 | Stensättning |              | Börrum, Östergötland |       | 58.293118, 16.664695 | 10041100650001 | Ladda upp en bild av detta fornminne |
| Börrum 67:1 | Röse         |              | Börrum, Östergötland |       | 58.355804, 16.567668 | 10041100670001 | Ladda upp en bild av detta fornminne |
| Börrum 67:2 | Stensättning |              | Börrum, Östergötland |       | 58.355904, 16.567796 | 10041100670002 | Ladda upp en bild av detta fornminne |